# Petr Škvor
Petr Škvor (12. března 1948 Praha – 13. října 1993 Praha) byl český houslový sólista a dirigent.

## Život
Byl dlouholetý koncertní mistr Pražského komorního orchestru (PKO), od roku 1979 koncertní mistr České filharmonie a působil jako dirigent Komorní filharmonie Pardubice.
Jeho hudební všestrannost se projevila již v době studií na pražské konzervatoři, kde absolvoval tři obory současně: skladbu jako hlavní předmět, dirigování a hru na housle. Tu studoval jako vedlejší obor u Josefa Micky a absolvoval pozoruhodným výkonem v Sibeliově houslovém koncertu. V posledním roce studia na konzervatoři založil smyčcové kvarteto nesoucí jeho jméno, které se pak na řadu let stalo součástí koncertního života
Na pražské AMU / 1969-1972/ pokračoval pod vedením Josefa Vlacha již jen ve studiu houslové hry. Ještě před absolutoriem byl přijat do Pražského komorního orchestru, jehož koncertním mistrem se stal v roce 1971.
S tímto souborem absolvoval nespočet zahraničních zájezdů, nahrál řadu gramofonových desek / A. Dvořák Serenáda D dur a Česká suita D dur / a hrál s ním i sólově. Jako sólista se v této době objevil i před některými dalšími symfonickými orchestry a v roce 1979 stanul v Blochově houslovém koncertu poprvé jako sólista i před Českou filharmonií.
V této době / 1979-1988/ byl již koncertním mistrem České filharmonie a současně i uměleckým vedoucím Filharmonického komorního orchestru a svoji působnost zde rozšířil i na dirigování.
Absolvoval řadu zahraničních zájezdů / Japonsko, Itálie, Německo, Španělsko, Švýcarsko, Rakousko /, na domácí scéně pak Abonentní koncerty Cyklu komorní orchestry.
Sukův komorní orchestr vznikl v roce 1974 bez názvu na pražské AMU pod vedením profesora Josefa Koďouska. Později byl jeho uměleckým vedoucím národní umělec Josef Suk. Orchestr navázal četné kontakty s významnými našimi a zahraničními sólisty a dirigenty a byl pravidelně zván na mezinárodní festivaly / do Salcburku, Dánska, Finska, Španělska/.
V roce 1980 se Sukův komorní orchestr stal komorním souborem Symfonického orchestru hl. m. Prahy FOK. Uměleckého vedení se ujal zasloužilý umělec Josef Vlach.
V 55. koncertní sezoně tohoto špičkového komorního orchestru / r. 1990/ se stal Petr Škvor šefdirigentem.
Zde spolupracoval s řadou domácích i zahraničních dirigentů a sólistů, zasl. umělec Libor Pešek, nár. umělkyně Zuzana Růžičková, Heinz Hollinger, Yosiko Arai, André Bernard, Maurice Bourge, István Dénes a mnoho dalších. S repertoárem od barokních mistrů až po soudobou hudbu / mj. díla Handla, Vivaldi, Bacha, Telemana, Corelliho, Haydna, Mozarta, Stamice, Čajkovského, Janáčka, Dvořáka, Suka, Martinů, Stravinského absolvoval nespočet vystoupení doma / mimo jiné Večery komorního cyklu Kruhu přátel hudby v Plzni, Abonentní koncerty v Praze /, hostoval v řadě evropských zemí, ale i v USA, Mexiku, na Kubě a v Japonsku.
Dirigentská průprava, jež se mu vedle studia houslí dostalo, přivedla Petra Škvora v roce 1991 jako šefdirigenta do Komorní filharmonie Pardubice. Zde působil do roku 1993. Zemřel 13. 10. 1993, na vrcholu svých umělecký sil ve věku 45 let, na následky těžkého zranění, které utrpěl při dopravní nehodě.